# Rumex bolosii
Rumex bolosii är en slideväxtart som beskrevs av G. Stübing, J.B. Peris & A. Romo. Rumex bolosii ingår i släktet skräppor, och familjen slideväxter. Inga underarter finns listade i Catalogue of Life.